# 第二次阿拉曼战役
第二次阿拉曼战役，是第二次世界大战中北非战场的转折点。这次战役从1942年10月23日一直持续到11月3日。伯纳德·劳·蒙哥马利将军于1942年8月取代了克勞德·奧金萊克，成为由英联邦士兵组成的英国第八軍團司令。
这次战役的胜利扭转了北非战场的形势。盟军在阿拉曼的胜利致使意大利和德国欲占领埃及、控制苏伊士运河及中东油田的希望破灭。这次战役结束了非洲裝甲軍團的攻勢，此場戰役後軸心國於北非戰場轉入戰略撤退。阿拉曼戰役與同時期的史達林格勒戰役與瓜達康納爾戰役成為同盟國進入戰略反攻階段的開始。

## 序幕
1942年7月德國將非洲軍、意大利与德国的步兵与机械化部队等單位組成非洲装甲军团，在埃尔温·隆美尔将军的率领下已经深入埃及，威胁着英联邦军队重要的跨苏伊士运河补给线。在己方的补给线拉得太长且缺乏支援，而盟军的大批援军即将到来的情况下，隆美尔决定主動向盟军发起进攻，尽管当时他的部队还没有集结完毕。1942年8月30日，进攻阿拉姆·哈勒法的德军被擊败，于是非洲军团开始准备迎击蒙哥马利派来反击的部队。经过6个多星期的集结后，英軍第八軍團已经作好了出击的准备。蒙哥马利指挥220,000人和1,100辆戰車去攻击非洲军团的116,000人和五百餘辆戰車。

## 盟军計劃
在轻足行动的名义下，蒙哥马利计划用两支突击队穿越德军在北部佈设的地雷区，之后装甲部队会经过这里去打败德军装甲部队；同时一些盟軍部队会在南方佯攻，这样剩余的轴心軍部队就不会北上增援。蒙哥马利计划用12天的时间分“闯入，混战，击败”这3步驟来取得胜利。
第1阶段进攻的计划是：4个步兵師会推进到一个叫“酢浆草线”的地方，摧毁轴心軍外部防线。与此同时，工兵單位会清除雷區中的地雷并划出安全通道，而装甲師会从这里经过并且推进到“吝啬鬼线”，在那里他们会检查自己任务的完成进度并向后方报告，他们还会夺取“皮尔逊线”，並在該處暂时停留以巩固自己的防線。这两条线都位于轴心軍防区深处。

蒙哥馬利，1942年11月。

在战役開始的几个月前，英联邦军队使用了一些欺骗战术，为的是使轴心軍在开战时措手不及。他们不仅要在可能的战斗地点方面欺骗軸心軍，还要让軸心軍获知错误的发起时间。这些盟軍發出假情報的行動，代号为“柏特来姆行动”。9月時盟军在北部倾倒了一些废弃物品（比如拆掉的旅行箱）并将它们伪装起来，使它们看起来就像弹药库和粮仓。轴心军很自然地发现了它们，但是在此之后盟军没有发起大规模攻击，而且在一段时间过去后，那些“弹药库”和“粮仓”的位置也没有改变，于是轴心军也就没把它们放在眼里。英軍第八軍團遂利用軸心軍失去警覺的機會，在夜间于前线将那些废弃物换成真正的弹药库、油罐和粮仓而不被敌人发现。与此同时，盟军还开始建造一条假的输油管，致使轴心军认为战役将会在盟军计划的开始时间以后开始，而地点会在南方。为了更进一步迷惑敌人，盟军在南方用胶合板来覆盖住吉普车，使之看起来像戰車，而北方的戰車也被盖上了胶合板，使它們看起来就像运输單位的車輛。

## 轴心国軍的計劃

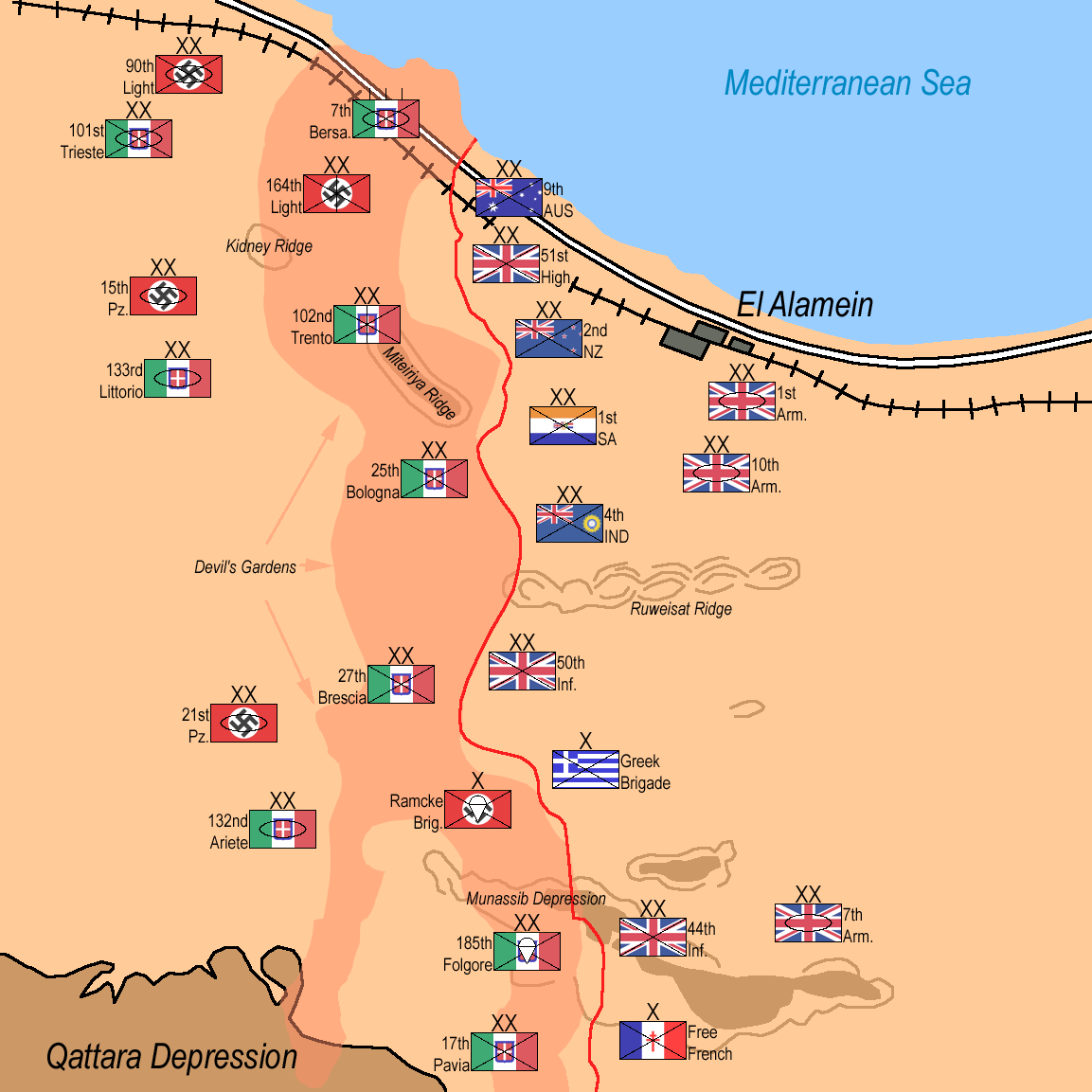
大戰前夕各方的部署

经过阿拉姆·哈勒法一战，轴心军损失惨重。德军与意军的士兵都变得很疲惫，而且他们只能靠缴获的盟军補給来维持生活。在8月时隆美尔的部队在人员和装备上仍然具有优势，但是在此之后，英联邦军队从英国、印度和澳洲得到了大批人员和装备，并从美国获得了一些戰車和卡车，而隆美尔的部队卻没有得到任何支援，使得他失去了對盟軍的优势。隆美爾一直在向国内请求支援，但是当时苏联的顽强抵抗使德国將領和軍事裝備都集中在了德蘇戰場，只有很少量的支援到达了北非。
隆美尔预料英联邦军队很快就会强大到能对他的部队发动进攻，他唯一的希望就是在史達林格勒作战的德军能够迅速打败苏军，然后通过外高加索向南移动，威胁波斯（伊朗）和中东地区。这将会使大量的英联邦部队从埃及被送到波斯去帮助英军防守，因此英联邦军队对德军的攻击也将会延迟。
在这个时候，隆美尔就可以催促德军高层指挥官为他的部队提供支援。最终，他的非洲军团就会和位于苏联南部的德军联合起来，打败位于北非和中东的英联邦军队。

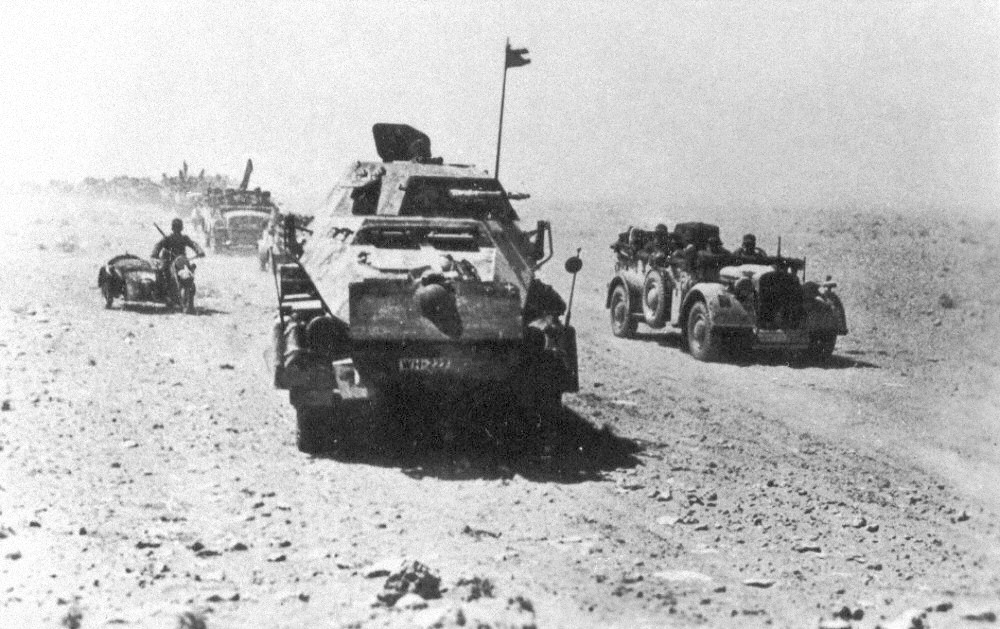

在那时，隆美尔的部队正在等待英联邦军队的进攻和德军在史達林格勒的胜利。他们佈设了五十多万枚地雷，它们主要由反戰車地雷组成，还混有人员杀伤雷。
隆美尔将德军与義军交錯部署在前线。他的部队包括了两个德军装甲师和一个德军摩托化步兵師，还有一支同样規模的意大利部队。由于盟军的欺骗战术迷惑了轴心軍，使他们不清楚英軍会在哪一点发起攻击，因此隆美尔在整个前线都部署了部队，如此一來就延长了軸心軍集中兵力抵抗英軍进攻的时间，并且部隊調動的過程中也会消耗大量油料，而油料正是隆美尔所缺乏的。

## 战斗序列
同盟国
- 英国第8集团军
  - 第30軍
  - 第13軍
  - 第10軍

轴心国
- 非洲装甲集团军
  - 第90非洲师
- 德意志非洲军
  - 第15裝甲師
  - 第21裝甲師
- 意大利第21军
- 意大利第20军
- 意大利第10军
- 意大利非洲军

## 战斗
阿拉曼战役一般被分为5个阶段，包括闯入（10月23日－24日）、分散（24日－25日）、反击（26日－28日）、增压行动（11月1日－2日）和突破（3日－7日）。10月29日－30日之间的僵持状态則没有特別稱呼。

### 第1阶段：闯入
在一个平静而晴朗的月圆之夜，“轻足行动”以882门火砲连续五个半小时的砲击拉开序幕，在砲击结束后，每门砲都已经发射了大约600发砲弹。在那段时间里，一共有125吨砲弹落到軸心軍的阵地上。关于这次砲击有这样一种传说：在砲击时那震耳欲聋的声音中，盟軍砲兵的耳朵竟流出了血。
“轻足行动”这个行動代號是有来源的：首先出击的是步兵，他们不会触发反戰車地雷，因为他们的重量太轻了，所以整个计划叫作「轻足行动」。在步兵向前推进的同时，工兵会为随后的装甲部队开辟一条安全通道，这条通道会有24呎宽，刚刚好能让戰車以一路纵队前进；工兵單位必須在“恶魔的花园”（轴心軍佈设的反戰車地雷區的外号）中开辟一条5哩长的通道。这是一项艰巨的任务，而且由于轴心軍雷區的面积很大，这个任务实际上失败了。
英軍第13军会在南方进行佯攻，它会与德軍第21装甲师和意大利阿利埃特装甲师交戰，与此同时，北部的英軍第30军会在德军雷區中为英軍第10军的装甲师开辟道路。
在晚上10点，第30军的步兵开始推进。他们的目标是一条假想线，德军在这条线上投入了最多的部队。当步兵前进到第一片雷區时，工兵开始为装甲部队开辟通道。第二天凌晨2点，第一批500辆戰車开始推进。凌晨4点，领头的戰車已经进入雷區，但戰車縱隊捲起了太多尘土導致能见度變得很差，戰車車隊堵塞的情况开始变得越来越严重。

### 第2阶段：分散
10月24日早晨，对于德军指挥部来说是一场灾难。盟军的砲击切断了轴心军彼此之間的通讯，更糟的是，在隆美尔回德国休假期间負責指挥德军的格奥尔格·施登姆将军因心脏病突发去世。暂时接替指挥的是威廉·里特·冯·托马将军。
這時英軍第30军只清空了第一片雷區，这还不能保证英軍第10军的裝甲單位能够安全通过，所以在这一整天里，盟军使用了沙漠空军来攻击轴心军，那天共出动了1000多架次。
就在日出之后，德军装甲部队开始攻击英军第51師。到了下午4点时，进展仍然很小。傍晚，德国第15装甲师和意大利里特瑞奥装甲师从基德尼山脊出发去迎击澳大利亚装甲部队，阿拉曼战役中的第一次戰車会战就此开始。双方一共投入了100多辆戰車，到了晚上一共有半数戰車被击毁，而双方仍在僵持。
就在澳军与德军装甲部队战斗时，他们左边的英军第51师正在阿拉曼战役中的第一次戰車与步兵之间的战斗中抵抗着德军装甲部队的进攻。这场战斗持续了两天，英军付出极大伤亡的代價，但是他们最终夺取了基德尼山脊。
D+2日：1942年10月25日，星期日
最初的推进结束于星期日。双方都已经持续战斗了两天。盟军已经穿越了西部的雷區，准备发动一次突袭。他们现在已经推进到了东南方的米特里亚山脊，但是轴心軍士兵也得益於事先所挖战壕的保护，战斗遂进入了僵持阶段。因此，蒙哥马利命令部队结束在南部的战斗，撤出米特里亚山脊并向北移动。此後整个战役集中在基德尼山脊和泰尔阿尔-艾萨，一直到僵局被打破。接下来的七天是非常可怕的。
在清早时分，德军第15装甲师和意军里特瑞奥装甲师发动了一系列的进攻。非洲军团竭尽全力寻找敌人的薄弱环节，但是一无所获。在日落时盟军的步兵开始进攻。午夜时分，英军第51师发动了三次进攻，但是没人知道战斗发生的具体地点。接着，轴心军对英军的大屠杀开始了，英军损失了500多名士兵，而且只剩下了一个指挥官。
就在第51师于基德尼山脊战斗时，澳大利亚部队正在进攻“第29点”。这是位于泰尔阿尔-艾萨西南部一座20呎高的小山，德军在这里拥有一个砲兵观察所。这个地方在当天早晨被蒙哥马利确定为重点攻击对象，随后此處的战斗进入了白热化状态。澳大利亚第26旅于午夜发動进攻，空军的飞机扔下了115吨炸弹，随后盟军佔领了这座小山，并俘获了240名俘虏。接下来的一星期里，战斗仍然在进行，因为德军想要夺回这个对他们的防线来说至关重要的小山。

### 第3阶段：反击
D+3日：1942年10月26日，星期一
隆美尔于10月25日夜回到了北非，他在到达后立即开始评估战役形势。他发现義军的特兰托师损失了一半的步兵，第164轻装师损失了两个营，其他大部分部队也经过了高强度的战斗，所有人都只剩下了一半口粮，一大群士兵生了病，而且整个轴心国部队剩余的油料储备仅够用三天。
盟军的进攻被德军抵挡住了。温斯顿·丘吉尔抱怨说：“我们真的找不到一个能打胜仗的将军吗？”德军在下午3点于泰尔阿尔-艾萨附近向“第29点”发起了反击。隆美尔下定决心要夺回它，他命令所有位于基德尼山脊周边的戰車全部移动到战场周围，德军第21装甲师与義军阿利埃特装甲师沿着拉赫曼小道从南方推进；这被证明是一个错误的决定：英军一直坚守着阵地，而隆美尔的部队因油料缺乏而无法撤退，因此他们只能滞留在一片开阔地上，任由盟军飞机宰割。
但是在基德尼，德军戰車被调到泰尔阿尔-艾萨之后，英军仍無法擊败留守的德軍，英軍的每次进攻都被德軍反戰車砲击退。
英军的好消息是：英国皇家空军附屬於第47中队的42中隊的蒲福式鱼雷轰炸机击沉了“普洛塞庇娜”号油輪，38中隊的威靈頓轟炸機击沉了“Tergestea”号油輪，隆美尔的部队得到补给的最后希望破滅了。
D+4日：1942年10月27日，星期二
现在，整个战役都围绕在泰尔阿尔-阿恰其尔和基德尼山脊进行著。英军第1装甲师步枪团第2营正位于基德尼西南方一个代号为“狙击”的地点。守卫“狙击”的战斗是阿拉曼战役中的一个传奇故事。菲力普在他那本名为《阿拉曼》的书中写道：
“炽热的沙漠在抖动着。士兵们躲在战壕中，从他们满是尘土的脸上流下来的汗汇成了河。空气中弥漫着一股恶臭。一群群苍蝇像乌云一样盘旋在尸体与粪堆上空，折磨着伤员。战场上佈满了燃烧中的戰車与运兵车，还有损坏的枪砲与车辆。当枪砲膛中的高爆炸药爆炸时，烟雾与尘土便向四处飘散。”
迫击砲与榴弹砲的砲弹呼啸了一整天。大约在下午4点时，英军戰車误击了自己的友军，造成了重大伤亡。下午5点，隆美尔命令德军与義军戰車向“狙击”发起进攻。在只有四门反戰車砲可用的情况下，步枪团击毁了来犯的德军第21装甲师40辆戰車中的37辆，其余3辆撤退了；然而德军又发起了新一波攻击，但这回他们被打得只剩下了9辆戰車。英軍步枪团现在只剩三门反戰車砲，每门砲只剩3发砲弹，但是德军放弃了进攻。
D+5－6日：1942年10月28日－29日，星期三－星期四
澳大利亚第9师一直在向泰尔阿尔-艾萨西北推进，他们的目标是推进到铁路南方的一处名为“汤普森的岗哨”的敌军据点并突破敌军防线，並推进到沿海公路。在那天结束时，英军还有800辆戰車，轴心軍还有148辆德軍戰車及187辆意大利戰車。得知了“路易西亚诺”号油轮在托布魯克外沉没的消息后，隆美尔对他的下级军官们说：“对我们来说撤退是很不可能的。因为我们没有足够的油料。现在我们只有一个选择，就是在阿拉曼战斗到底。”
D+7－9日：1942年10月30日－11月1日，星期五－星期日
10月30日的夜晚，之前计畫中的战斗仍在继续，澳大利亚第9师仍在进攻。那一晚是他们突破敌军防线的第三次尝试，最终他们到达了沿海公路。31日，隆美尔下令向已被盟军佔领的“汤普森的岗哨”发动四次报复性进攻。战斗异常激烈，还经常出现短兵相接的情况，但是即便如此，轴心軍仍未能夺回任何土地。11月1日，隆美尔又尝试着要将澳军赶走，但是激烈的战斗给他的部队带来的只有人员和武器装备的损失。现在对于隆美尔来说失败已经是显而易见的了，他开始计划撤退，并且随大部队撤到富卡，一个在原地点以西几哩外的地方。具有讽刺意味的是，就在这个时候，1200吨油料被送到了隆美尔那里，但是再想反击已经为时太晚，这些油料只能被白白烧掉。

### 第4阶段：增压行动
这一阶段的战役开始于11月2日凌晨1点，英軍目标为消灭軸心军装甲部队，迫使敌人在开阔地上作战，消耗轴心军的油料储备，切断敌军补给路线，最终瓦解敌军。增压行动是战役开始以来最紧张、最血腥的阶段。这个行动的目标为攻佔泰尔阿尔-阿恰齐尔，轴心軍的最后一道防线。
这次进攻從盟軍空军对泰尔阿尔-阿恰齐尔和希迪阿巴德阿尔-拉赫曼的連續七小時轰炸拉开序幕，在此之后是360门火砲连续4个半小时的砲擊，一共發射出了15,000发砲弹。增压行动最初的攻击任务由紐西兰军來負責（尽管用于进攻的步兵是英军步兵师中的两个旅，而用于进攻的装甲部队为紐西兰师中的英军第9装甲旅）。紐西兰军的指挥官弗雷伯格本不想让他的部队执行这个任务，因为他的部队已經筋疲力竭了，但是上级没有答应，于是在这个11月中的寒冷夜晚，紐西兰部队出发了。
步兵们完成了他们的任务，但是發生了和战役第一天的“轻足行动”一样的狀況：直到第二天早晨，工兵才在雷區中开辟了安全通道，因此第9装甲旅无法藉着夜色掩护去攻击敌军。在11月2日破晓时分，德軍88毫米砲击中了一辆又一辆的英军戰車。第9裝甲旅没能完成他们的任务，他们有75%的人员伤亡，并且在128辆戰車中有高達102辆被击毁，但他们終究在軸心军防线中打开了一个缺口，因此现在英軍第10军中由雷蒙德·布里格斯率领的英军第1装甲师可以开始与敌人战斗了。在正午时分，120辆意大利和德軍戰車开始出发，它们的目标是打赢阿拉曼战役中规模最大、最关键，也是最后的一场戰車大會战：阿恰齐尔山脊之战。这场战斗持续了一整天。
“沙漠在热浪中抖动。它只能被看作一个被高爆炸药爆炸时产生的尘土笼罩的地方，一个被燃烧中的坦克和卡车产生的烟弄得很昏暗的地方，一个被无数枪支的火光照亮的地方，一个红色、绿色和白色曳光弹满天飞的地方，一个在轰炸中震颤的地方，和一个被双方的砲火弄得震耳欲聋的地方。”
这次戰車大战的结果被后人歸結為“彻底击败了德軍戰車”。尽管双方损失了大约同样多的戰車，但是这个数量对于英军来说只是一小部分，对于隆美尔来说则几乎是全军覆没。
隆美尔将在南方的義军阿利埃特装甲师调到了泰尔阿尔-阿恰齐尔，以协助德军进行最后的防御。在当天夜晚，轴心国部队只剩下32辆戰車还在前线。就在非洲军团于阿恰齐尔作最后的斗争时，隆美尔开始向富卡撤退了。

### 第5阶段：突破
隆美尔向希特勒发送电报说他的部队现在不堪一击，现在正在准备撤退，但是希特勒要他再多坚持一下。冯·托马告诉隆美尔说：“我现在就在战场周边。第15装甲师只剩10辆戰車，第21装甲师剩下14辆，里特瑞奥装甲师还有17辆。”隆美尔给他看了希特勒的电报，于是他留了下来，继续指挥非洲军团。
冯·托马与他那几乎被全数歼灭的第15和第21装甲师并肩作战，他们迎击的是英军150辆戰車；他親自坐在戰車中指挥，一直到己方最后一辆戰車被摧毁。最后，冯·托马独自一人站立在他自己那辆燃烧着的戰車旁边，那个地方后来被称为“德軍戰車坟场”。
轴心軍剩余的部队仍然在战斗。他们的防线已经被撕开了一个12哩宽的缺口。“如果我们还停留在这里的话，我的部队连三天也坚持不了……如果我执行元首的命令，那么我的部队可能拒绝服从我……我的部队是第一位的！”隆美尔违背希特勒的指示，最终下令麾下部队大规模地撤退。
D+12日：1942年11月4日
11月4日，战役中最后階段的战斗开始了。英军第1、第7及第10装甲师穿越了德军防线，行駛在开阔的沙漠地区。英军获得了胜利。轴心軍部队正在撤退。这一天，義军的阿利埃特装甲师、里特瑞奥装甲师和特利埃斯特摩托化师全军覆没。在最后的战斗中，作为後卫掩护非洲军团撤退的阿利埃特装甲师向隆美尔发出了电文：“敌军戰車已突破我师南翼，全师已遭包围，位置在比尔阿巴德西北5公里，阿利埃特装甲师的戰車仍在战斗！” 
在这次战役中，隆美尔损失了12000人和350辆戰車，他的部队只剩下80辆戰車堪用。盟军的损失也很惨重：有23500人伤亡或失踪，这是第8军团步兵人数的四分之一。当道格拉斯·温伯利将军向英軍第9装甲旅的约翰·居里询问哪些是他剩余的部队，他指着12辆戰車说：“他们是我剩余的装甲部队。” 温伯利将军说：“不许再这样了。”

## 戰役示意圖

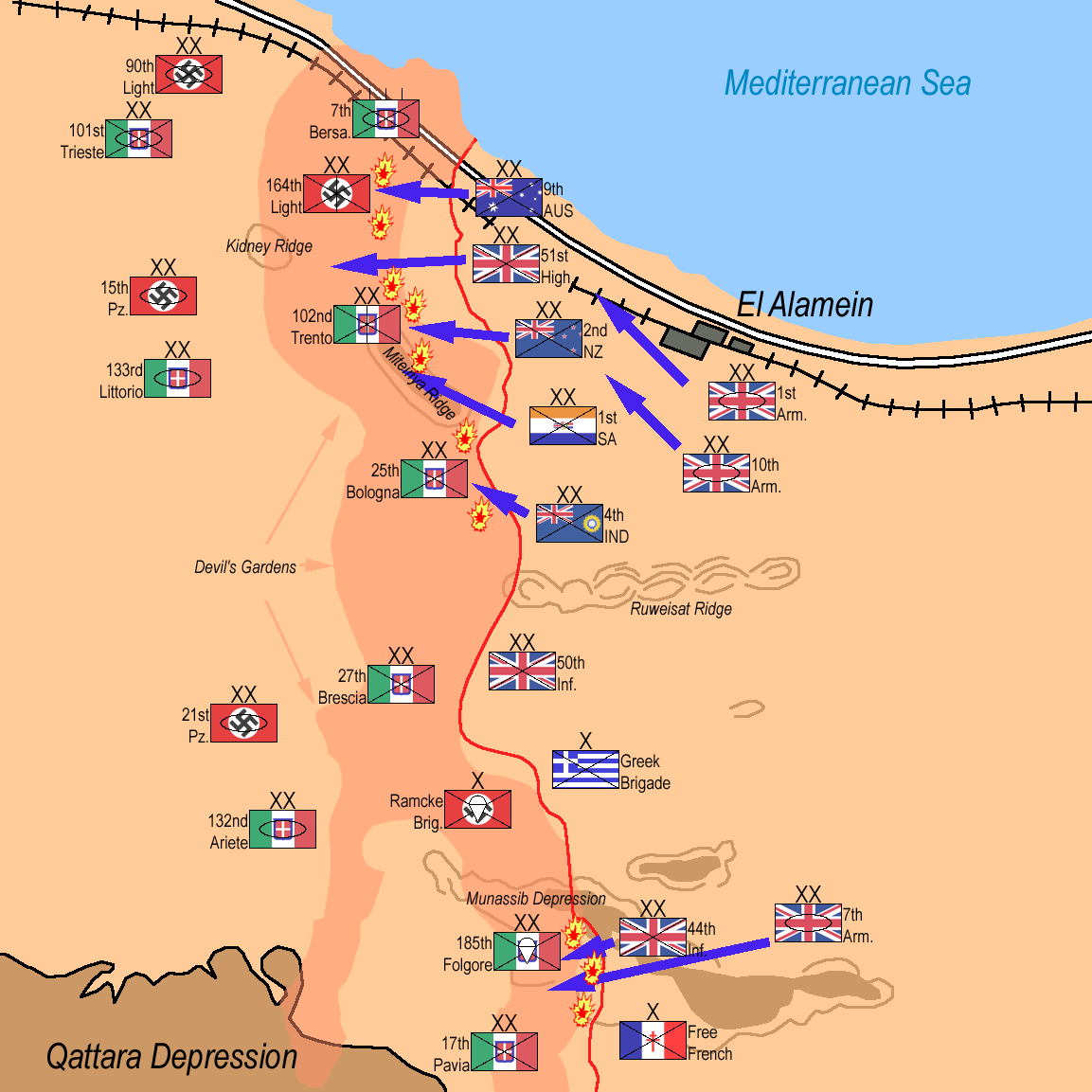
10月23日晚上10:00，盟軍進攻
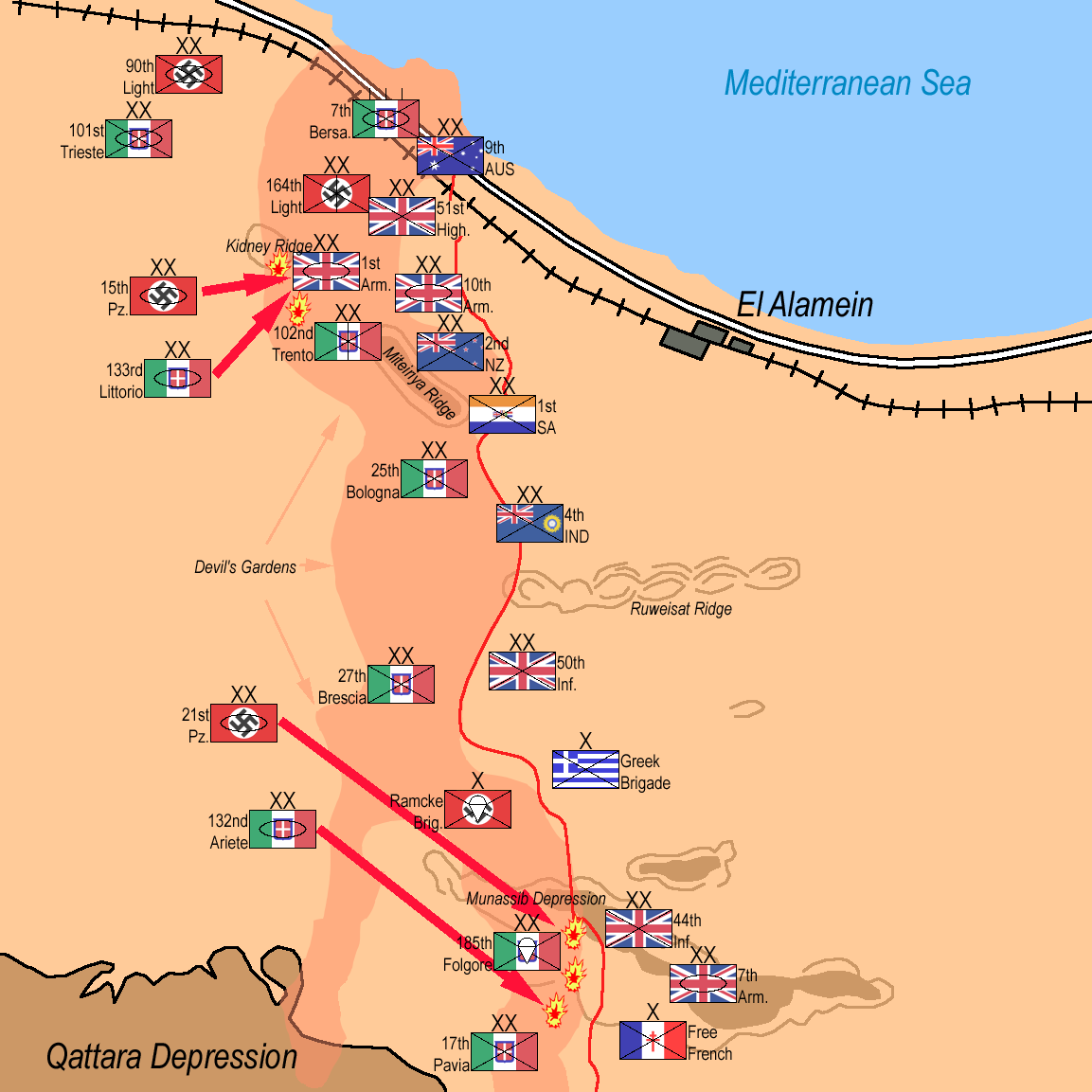
10月24日下午6:00，軸心軍裝甲部隊反擊
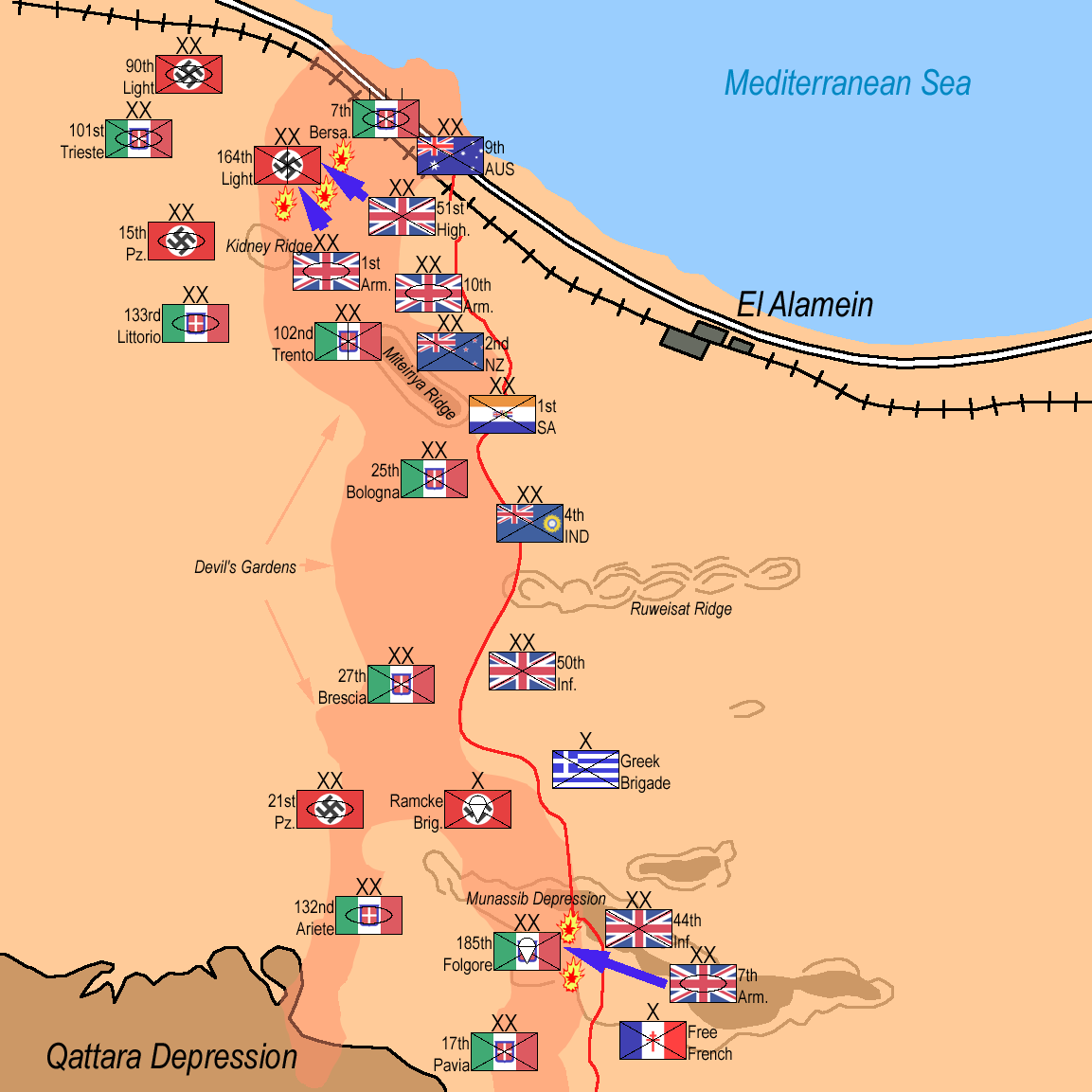
10月25日晚上，盟軍試圖衝破防線
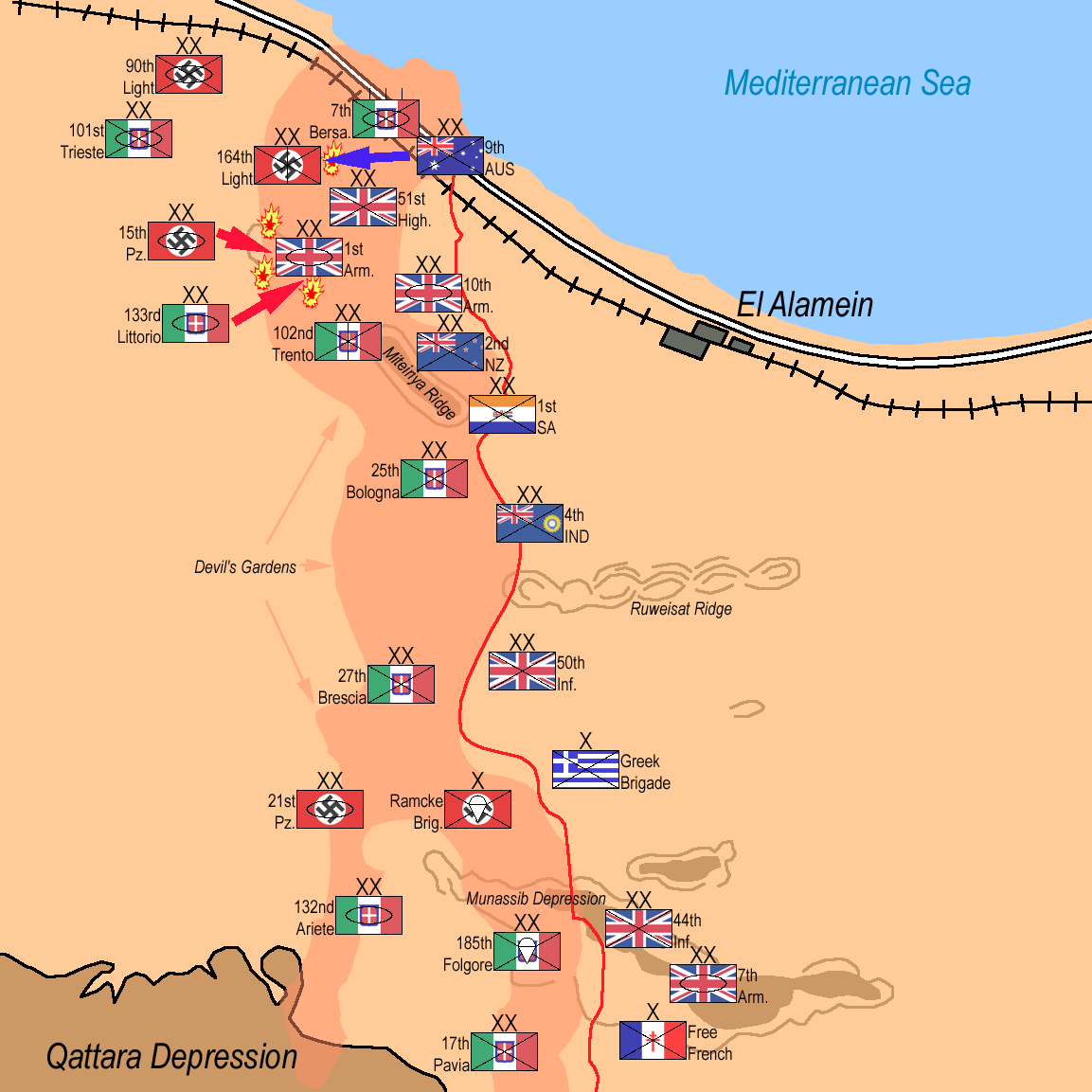
10月25日下午，軸心軍反攻，卻被澳軍第9師襲擊
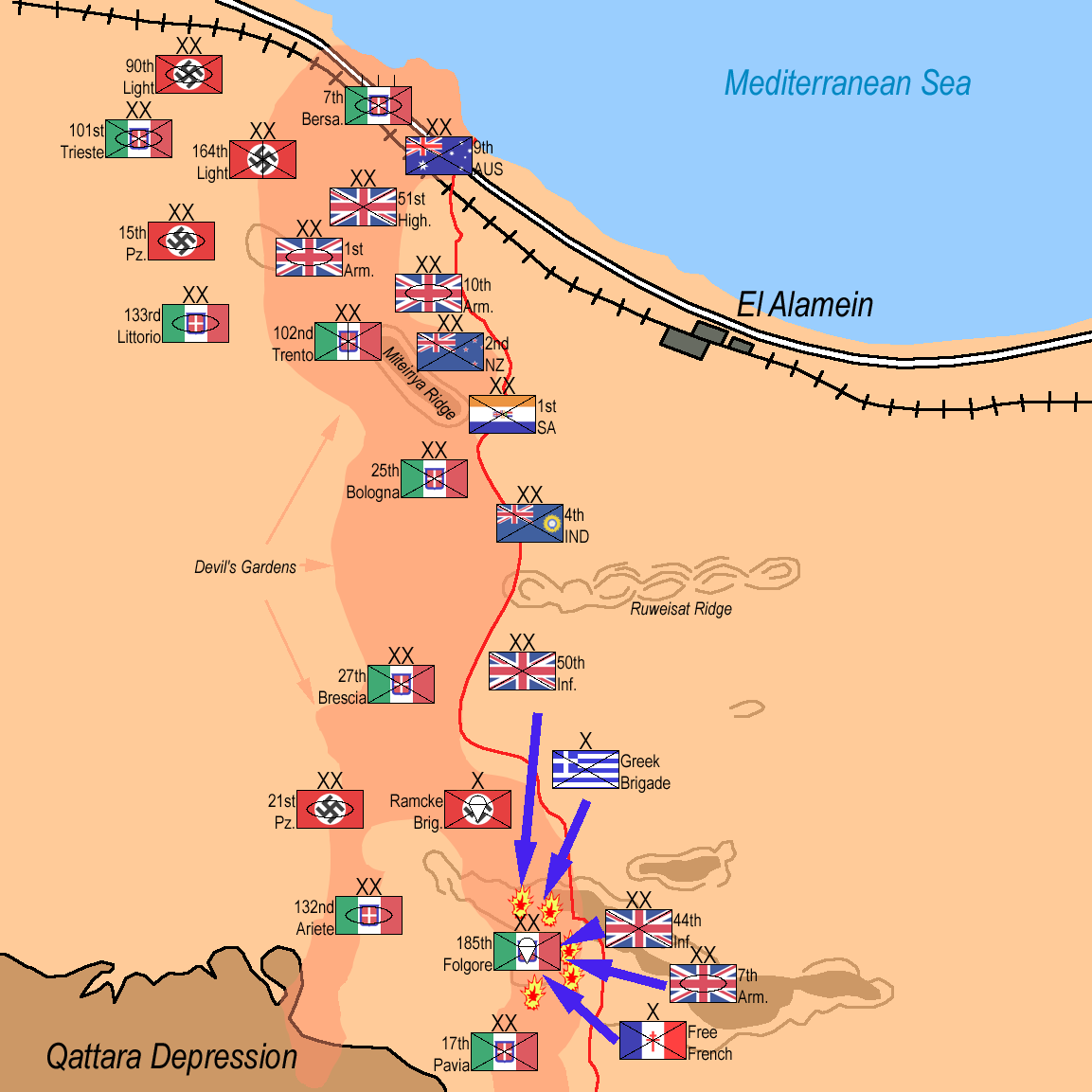
10月25日晚上10:30至26日凌晨3:00，盟軍從三個方向進攻
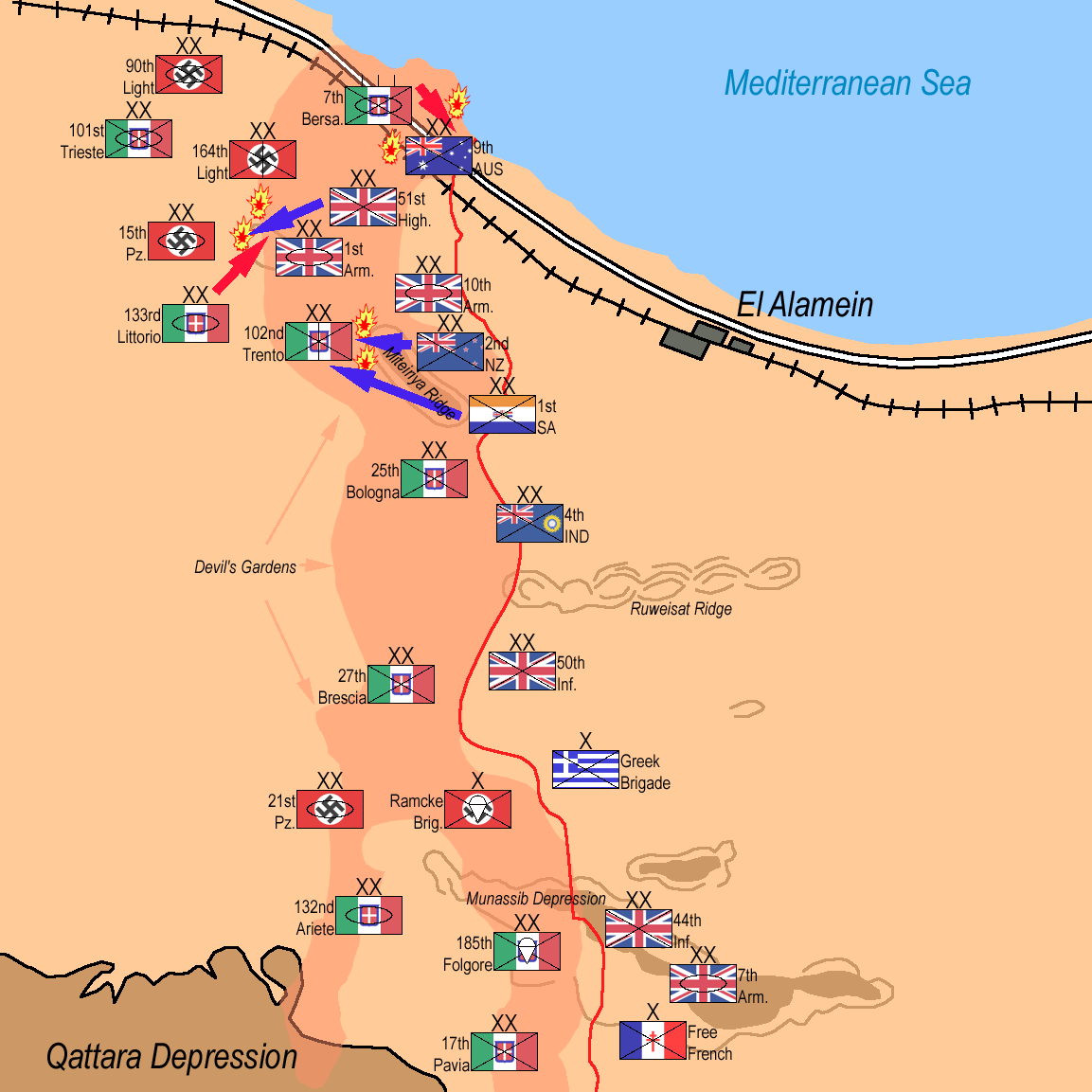
10月26日下午5點，盟軍推進，盟軍進攻基德尼山脊，軸心軍裝甲師反擊
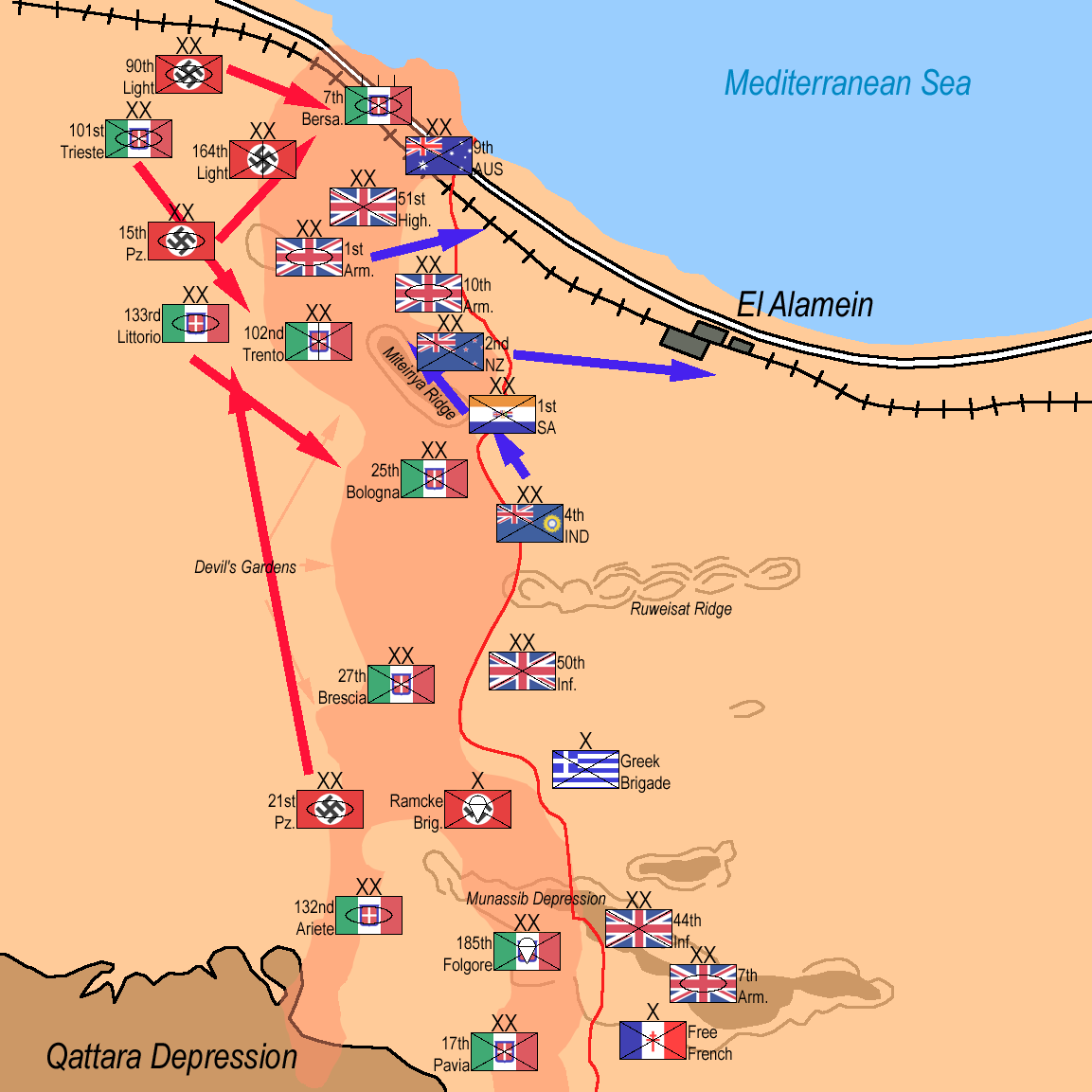
10月26日至10月27日的夜晚，雙方重新部署
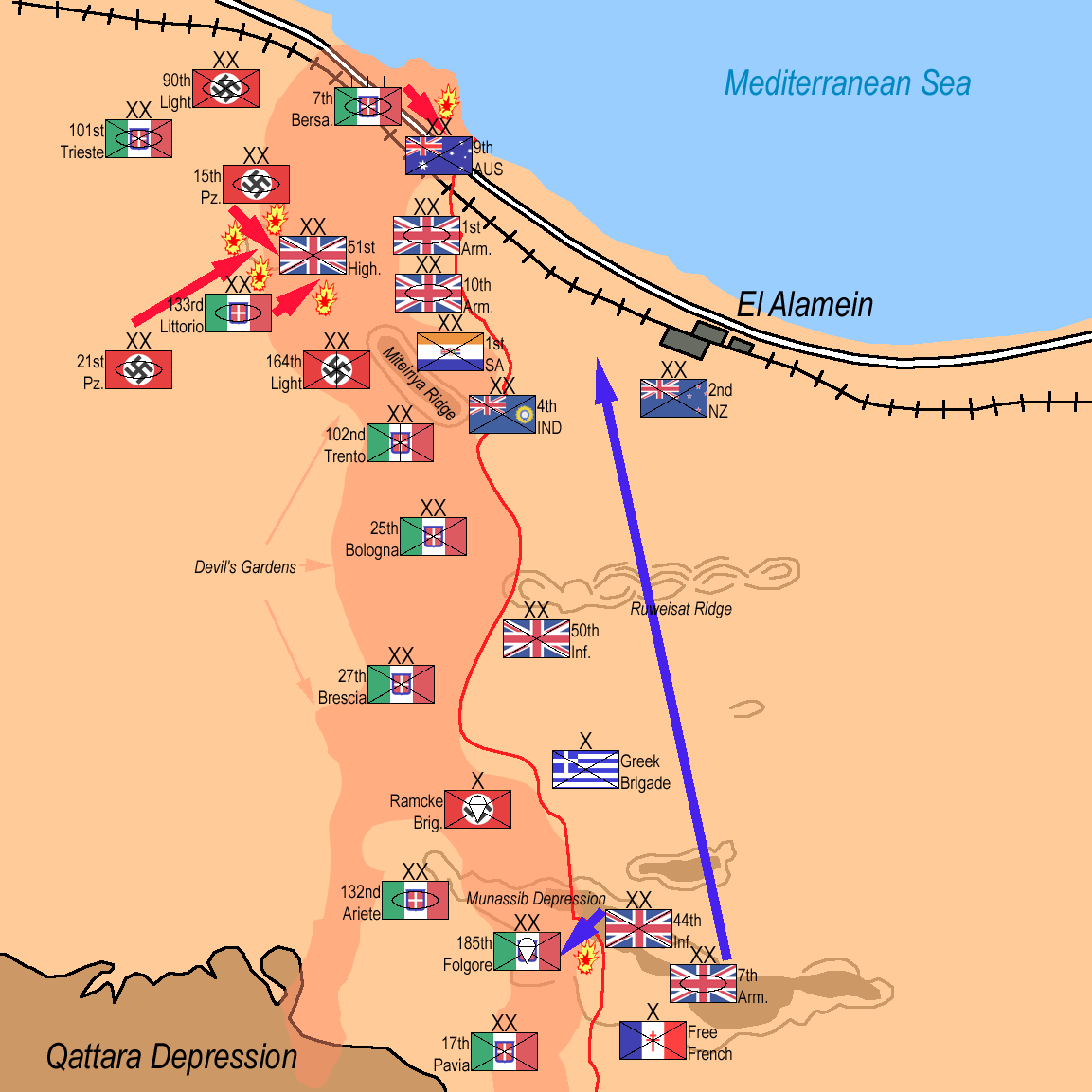
10月27日早上8:00，軸心軍嘗試重新奪取基德尼山脊失敗
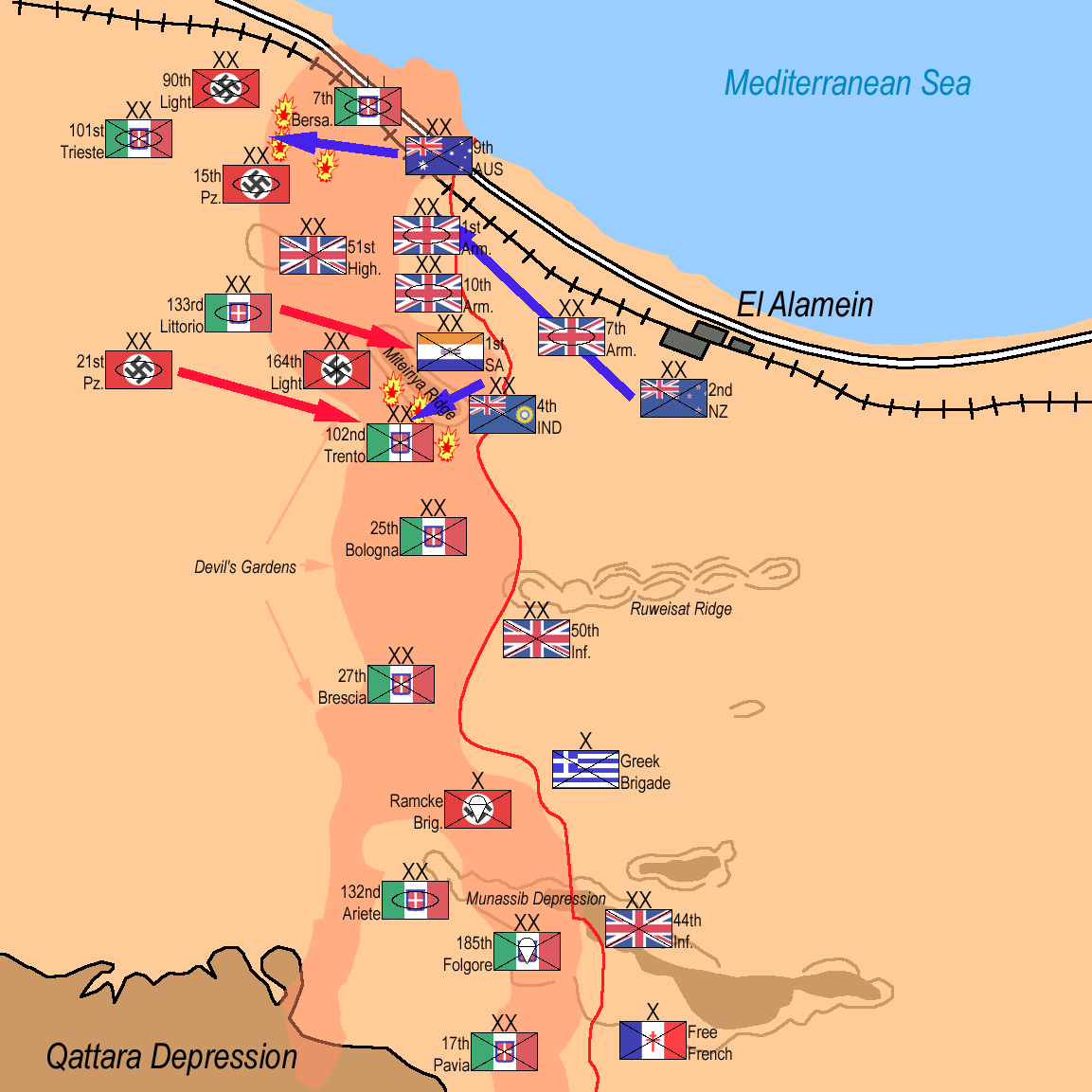
10月28日，盟軍企圖進攻義軍Trento師
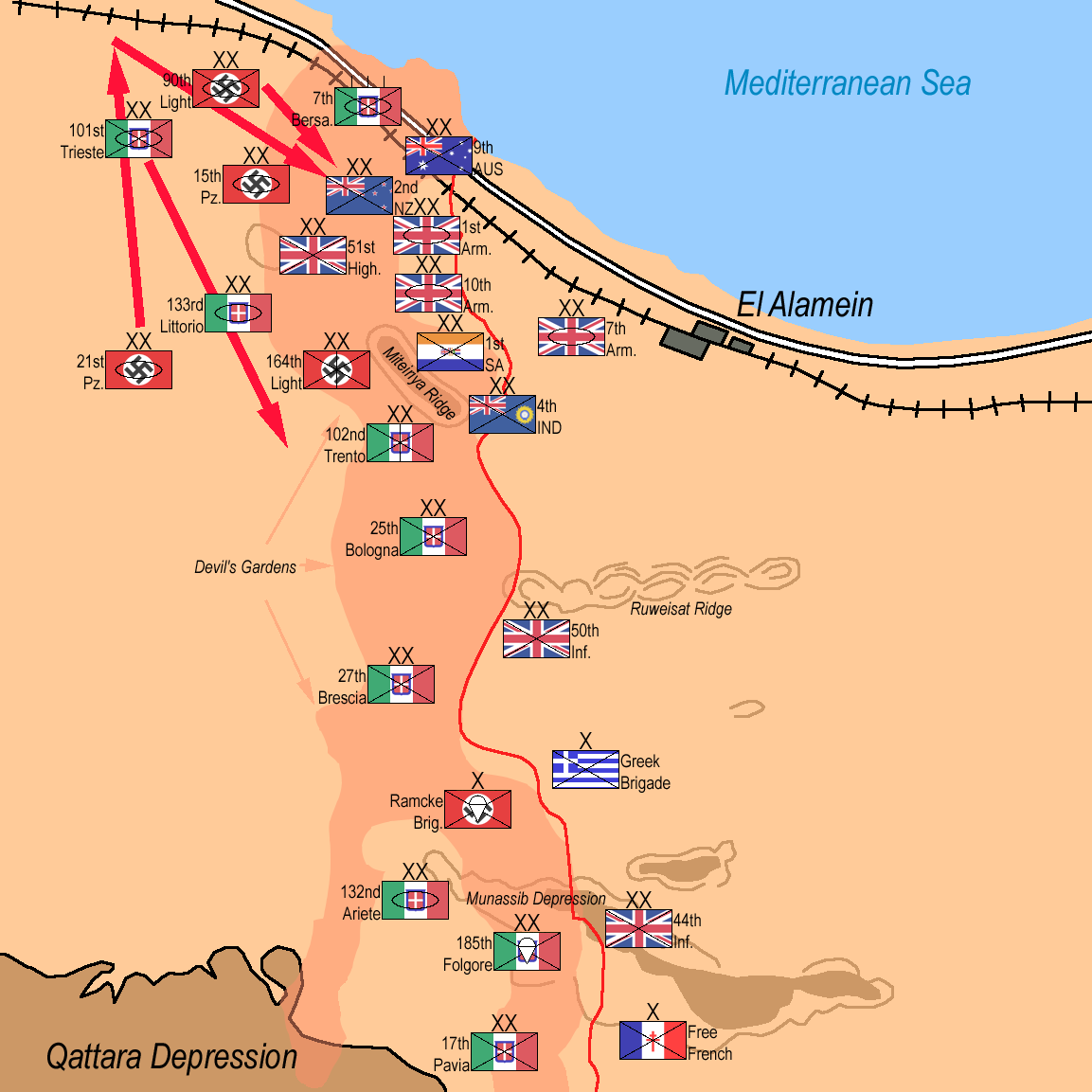
10月29日，軸心軍重新部署其部隊
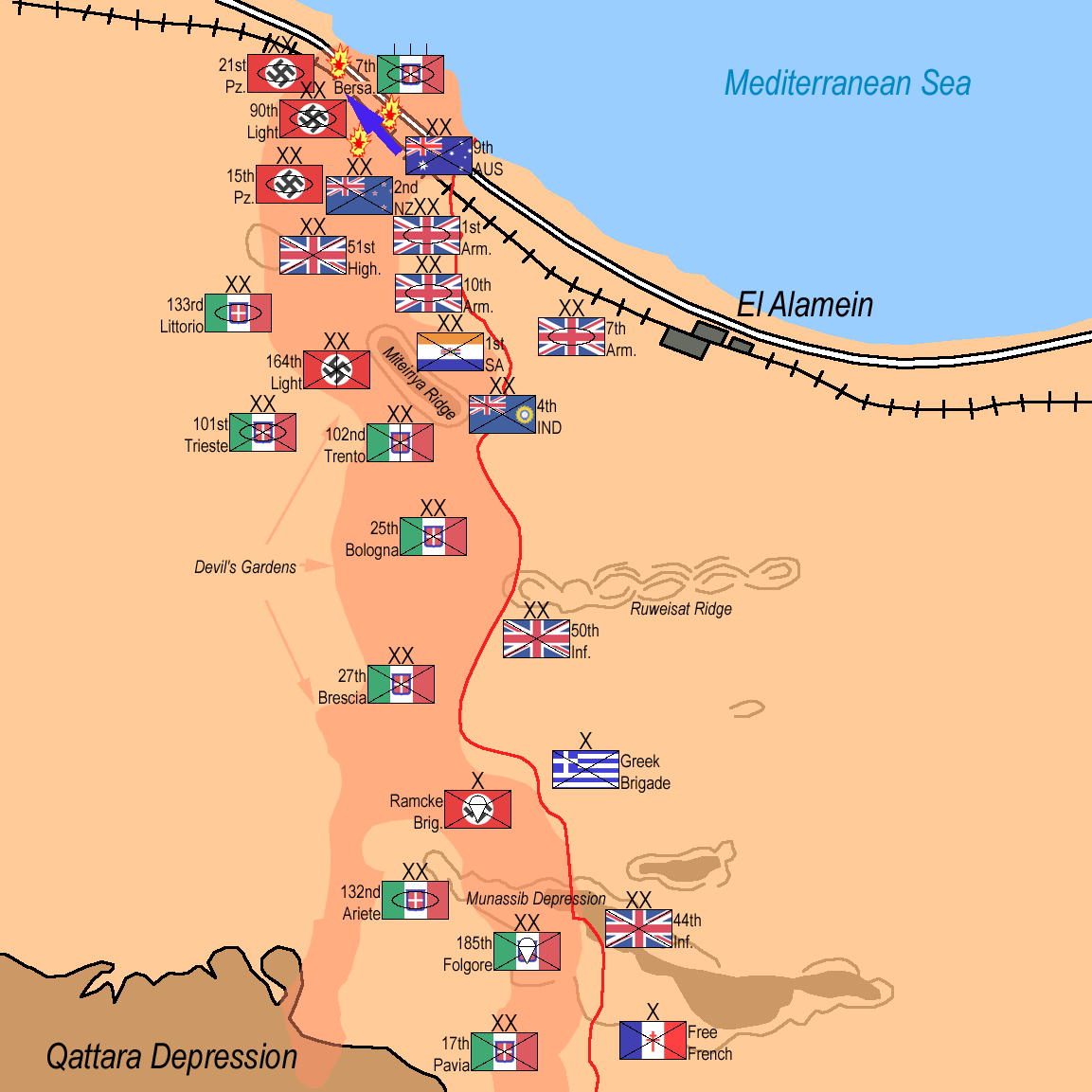
10月31日上午11:00，增壓階段開始，盟軍未能成功，但打出了一道缺口
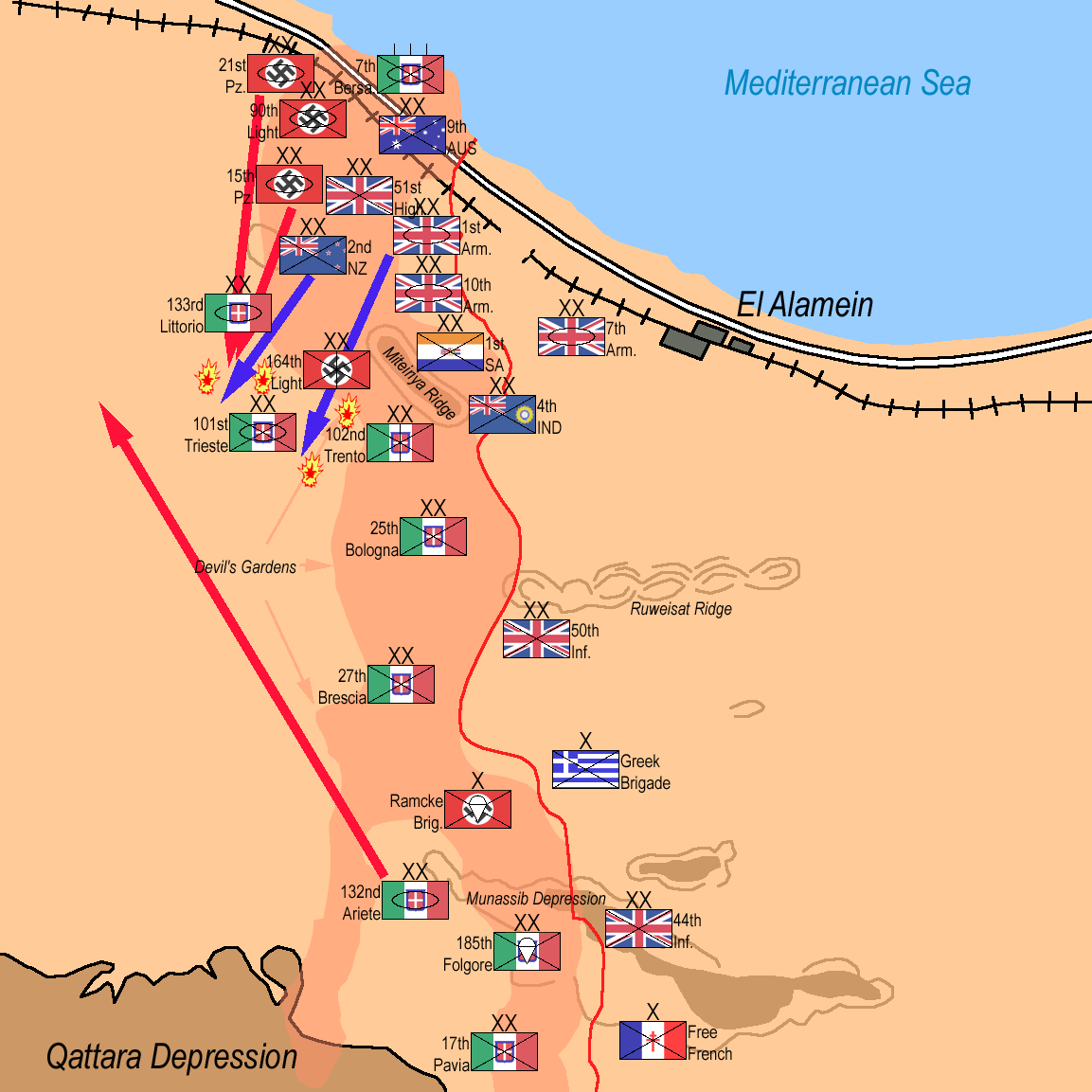
11月2日上午9:00，戰車大會戰；11月2日晚上10:00，軸心軍開始撤退
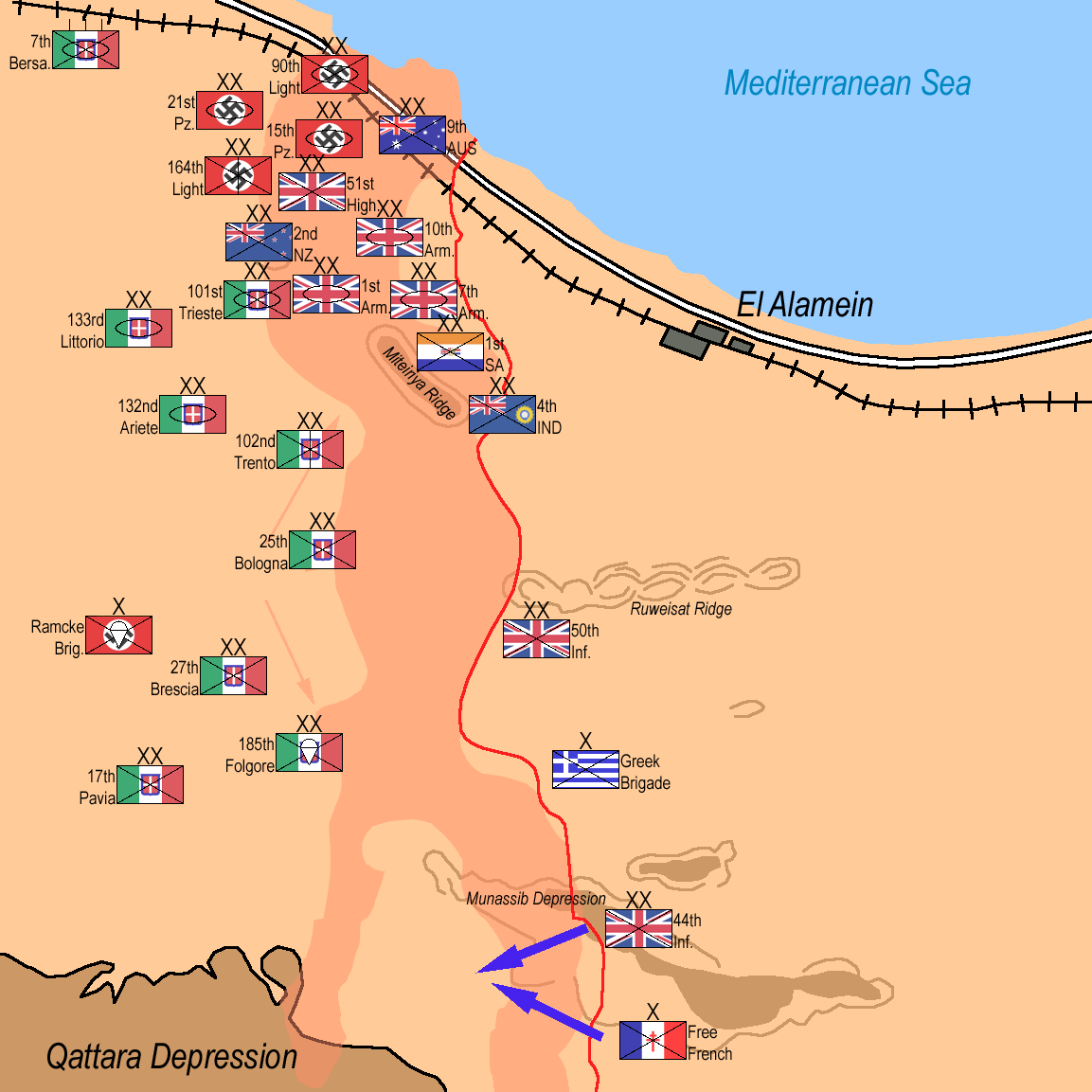
11月3日，軸心軍撤離前線
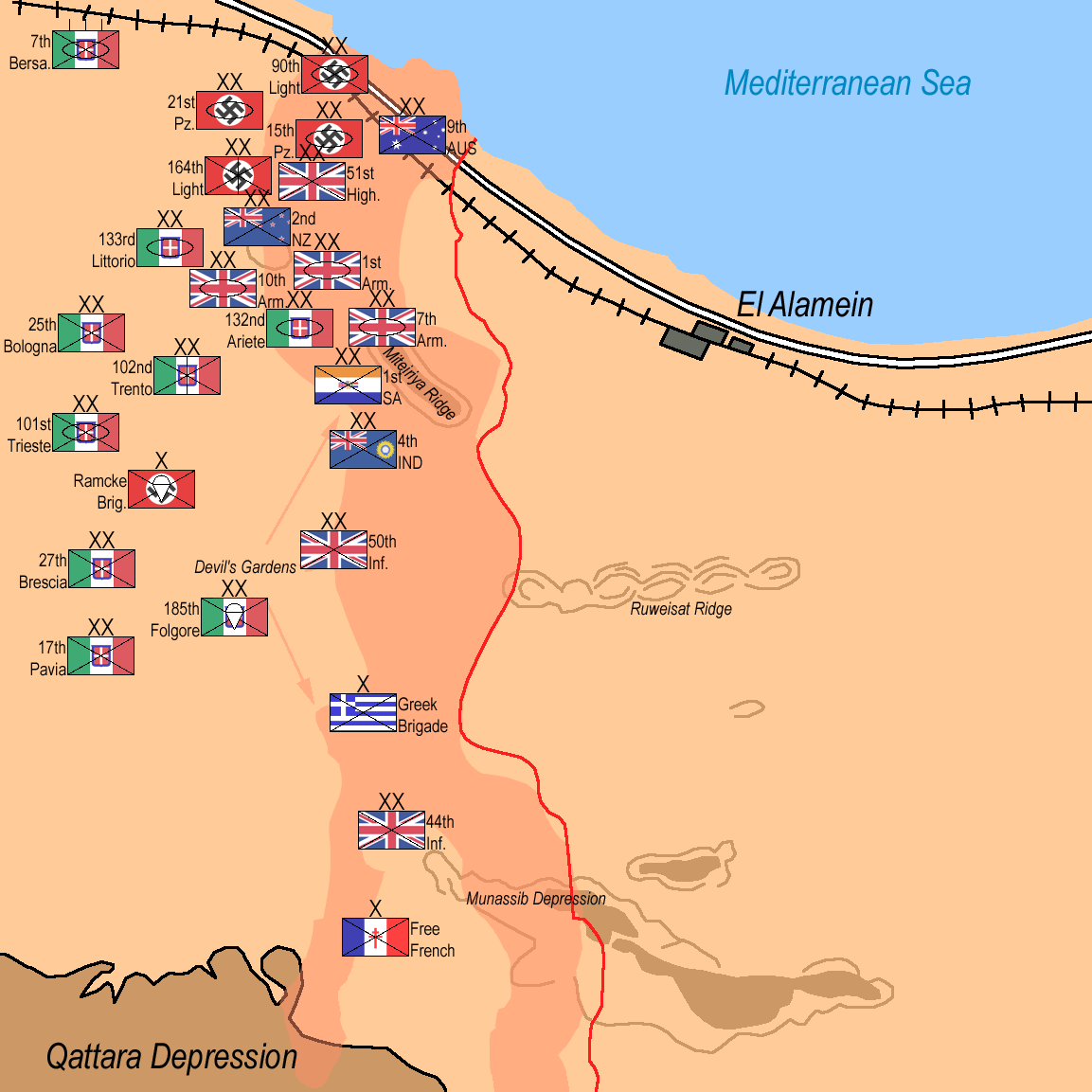
11月3日，軸心軍停止撤退
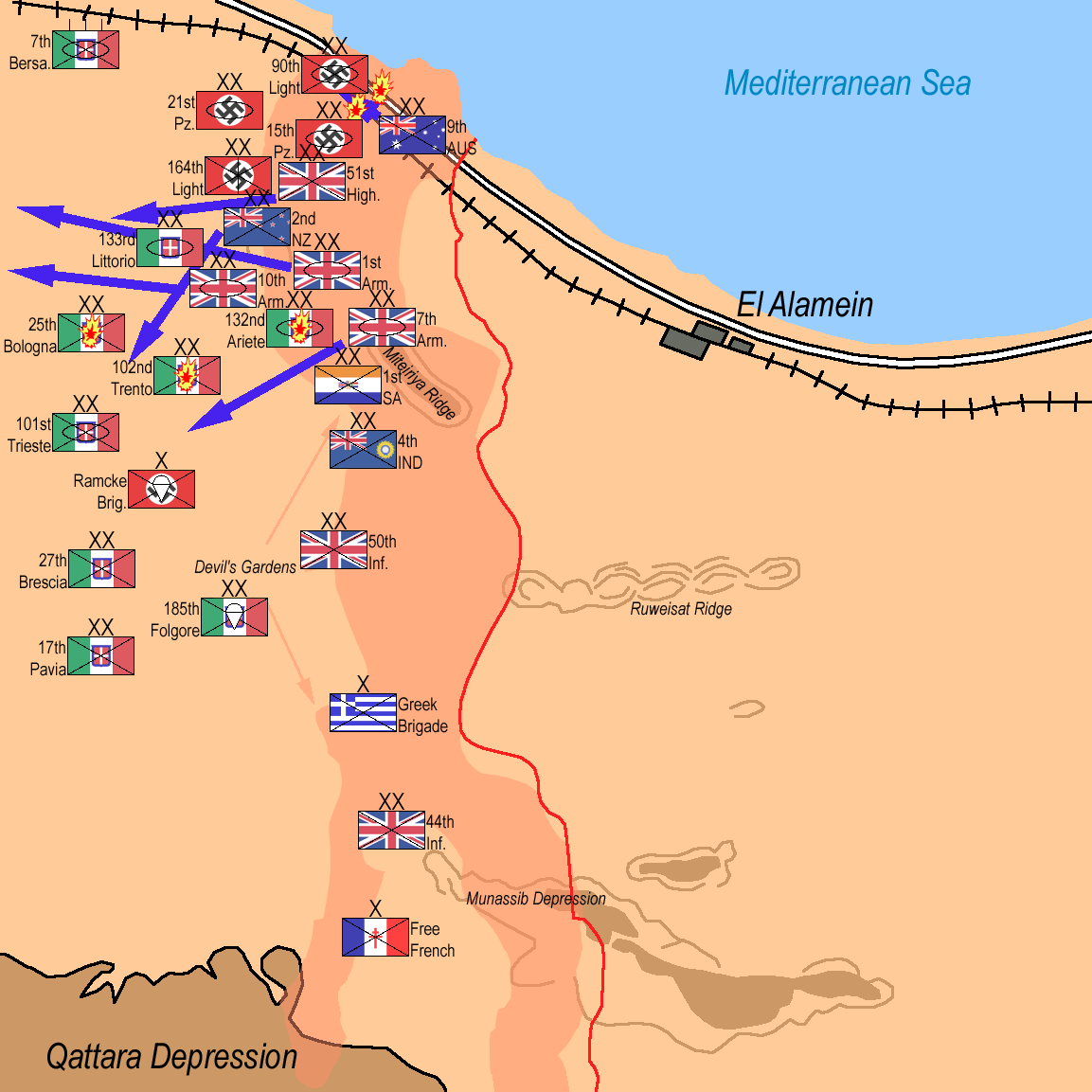
11月4日上午7時，盟軍突破義軍Trento師，義軍Bologna師及Ariete師被擊潰，軸心軍敗退

## 分析及影响
蒙哥马利将这次战役看作是一场消耗战，就像在一战时一样。他也准确地预测了战役的持续时间及盟军损失。盟军将砲火支援运用地很完美，但是他们的装甲部队却还应用着骑兵战术，这使大批戰車在步兵伴随和空中支援不足的情况下於开阔地上向敌人发起猛攻，造成了重大伤亡。盟軍只是有限度地利用了空中支援，但是与之相比，德国空军与意大利空军却几乎根本没有为地面部队提供支援，他们的精力都集中在了空战上。
阿拉曼战役是盟军第一次打赢的大型战役。丘吉尔在1942年11月10日发表了他对这场战役的著名评论：“这场战役不是战争的结束，甚至不是战争结束的开始，而可能是战争开始的结束。”这是蒙哥马利最光荣的成就，日後他被授予爵位时，获得了“阿拉曼的蒙哥马利子爵”的称号。
儘管英軍取得了勝利，但是事實上在此戰前蒙哥馬利向美方施壓，要求美方提供大量裝甲車輛及物資，否則計畫只能無限期延後。在享有人員、戰車數量的優勢和絕對的制空權的情況下，擊敗裝備不足的軸心國部隊，多少令人對蒙哥馬利的勝利成就有些質疑。另一方面，雖然隆美爾損失了大量兵力、戰車與飛機，但實際上這些損失有許多是出自義大利軍。一部分經驗充足的德國裝甲兵還是保留了下來，並在未來的作戰中一直維持1:4的戰鬥交換比，給盟軍帶來很大的傷亡。但如果从后勤的角度出发，则隆美尔在远离己方主要港口——的黎波里与班加西——的阿拉曼与英军相持，并在数艘意军油轮与10月26/28日被相继击沉以后仍主动出击等决定饱受诟病。这令伊恩·贝克特和罗伯特·M·奇蒂诺等史学家得出隆美尔轻视后勤补给而缺乏战略远见的结论。
隆美尔一路撤到了突尼斯高地，在那里，他的部队补充了人员和装备。这些支援如果在阿拉曼战役中及時送到的话，将会是非常有用的，有可能本次戰爭會轉變為平手。
之後，现在的隆美尔只能面临着两面作战的態勢，英联邦部队从东边追击他的部队，美军則在西边一步步逼近。以一场小战役来战胜轴心国部队的想法，由于缺乏经验的美军在卡瑟琳小道之战中所犯下的错误，這個想法被放弃。这个错误使突尼西亞戰役成为了一场漫长且艰难的战斗。

## 重要性
直到突尼西亞戰役之后，隆美尔才失去了在北非战场取胜的全部希望。即使这样，阿拉曼战役还是盟军的辉煌勝利，也是一次决定性的战役。到了1943年，所有轴心国部队均被逐出了非洲战场，盟军也开始将注意力朝地中海集中。

## 脚注
1. 1 2  Buffetaut, Yves(1995);Operation Supercharge-La seconde bataille d'El Alamein; Histoire Et Collections
2. 1 2 3  Carver, Michael(1962); El Alamein; Wordsworth Editions; ISBN 1-84022-220-4
3. ↑  Montgomery, Bernard Law, Nigel Hamilton, Oxford Dictionary of National Biography, OUP (2004)

## 延伸阅读
- 《Alamein》作者：Jon Latimer 出版社：John Murray 出版时间：2002年